# Horst Schmitthenner
Horst Schmitthenner (* 4. Juli 1941 in Siegen, Westfalen) ist ein deutscher Gewerkschafter. Er war von 1989 bis 2003 im Vorstand der Industriegewerkschaft Metall (IG Metall). Zuvor war er Erster Bevollmächtigter der IG Metall in Neuwied.

## Biografie
Schmitthenner, Sohn eines Schreiners, absolvierte nach der Volksschule von 1956–1964 eine Maschinenschlosserlehre, nutzte dann die Möglichkeiten des Zweiten Bildungsweges (Hessenkolleg) 1969 Abitur. Danach Studium der Soziologie an den Universitäten Frankfurt am Main und Marburg. 1977 Abschluss mit einem Diplom in Soziologie.

## Gewerkschafter
Horst Schmitthenner ist seit 1956 Mitglied der IG Metall und war 1958 der SPD beigetreten. Von 1964 bis 1966 war er Assistent im Haus der Gewerkschaftsjugend, Oberursel, Heimvolkshochschule Falkenstein; Volontär beim Frankfurter Bund für Volksbildung. Beim Aufbau des Bildungszentrums der IG Metall 1973 in Sprockhövel war er von Anfang an dabei und hat die Bildungskonzeption maßgebend beeinflusst. 1985 wurde er Erster Bevollmächtigter der IG Metall-Verwaltungsstelle Neuwied. Auf dem Gewerkschaftstag der IG Metall im Oktober 1989 in Berlin kandidierte er etwas überraschend für den Vorstand seiner Gewerkschaft. Seine Kandidatur begründete er damit, dass er mehr Diskussion und Kritik in den Vorstand einbringen wolle. Außerdem empfahl er sich als "Querdenker", an dem sich der IG Metall-Vorsitzende Steinkühler "reiben" könne. Dies geschah gegen den Willen des damaligen Vorsitzenden Franz Steinkühler. Dieser übertrug Horst Schmitthenner die Verantwortung für die Sozialpolitik der IG Metall. Das war eher als Bestrafung denn als Belohnung gedacht. Die Sozialpolitik war ein Politikfeld, das traditionell nicht gerade im Zentrum der der Aufmerksamkeit und der Anerkennung der IG Metall stand. Doch das sollte sich bald ändern. Es ist wohl nicht übertrieben, dass unter der politischen Führung von Horst Schmitthenner die IG Metall an sozialpolitischem Profil gewann und dass er gerade die sozialpolitischen Konflikte zur politischen Profilierung zu nutzen verstand. Weitere Funktionen: Von 1990 bis 2002 Mitglied des Verwaltungsrates der Bundesanstalt für Arbeit, seit 1993 stellvertretender Aufsichtsratsvorsitzender der Salzgitter AG, seit 1995 ehrenamtlicher Richter beim Bundesarbeitsgericht (III. Senat) und von 2000 bis 2002 Vorstandsmitglied der Bundesanstalt für Arbeit. Nach dem Ausscheiden aus dem Vorstand leitete er einige Jahre das Verbindungsbüro Soziale Bewegungen beim Vorstand der IG-Metall, um für die Gewerkschaft den Kontakt zu Parteien und Gruppen zu halten. Er ist im Vorstand des Förderverein gewerkschaftliche Arbeitslosenarbeit e.V.

## Bildungsarbeit
Schmitthenner hat sich 1973  am Aufbau und der inhaltlichen Konzeption der Bildungsarbeit im Bildungszentrums  der IG Metall in Sprockhövel als hauptamtlich Beschäftigter  beteiligt. In kleinen Arbeitsgruppen wurden Bildungsinhalte vermittelt. Als Bildungsarbeiter hat er die Lehreinheit, in der gewerkschaftliche Lohn- und Tarifpolitik vermittelt wurden, mitentwickelt und war auch als Lehrer tätig. Vermittelt wurden vor allem auch Erkenntnisse über antagonistische Interessenstrukturen im Betrieb und der Gesellschaft.

## Sozialpolitik
Er setzt neue Akzente und etablierte sukzessive – gegen interne und externe Widerstände ankämpfend – einen neuen Stil in der Arbeitsmarkt- und Sozialpolitik der IG Metall. Dieser bezog sich auf die Inhalte wie auf die strategische Ausrichtung der Politik. Die Rückbindung der Selbstverwaltertätigkeit an die sozialpolitischen Positionen der IG Metall ist eine Anforderung, der sich alle Beteiligten zu stellen haben. Initiiert wurden Arbeitskreise und Beratungsgremien, in denen gemeinsam an Lösungen gearbeitet wurde. Die Folge war eine allmähliche Politisierung der Interessenvertretung und eine Weiterentwicklung der Sozialversicherungspolitik zur gewerkschaftlichen Sozialpolitik.

## Veröffentlichungen
- Hrsg.: Das Suchtbuch für die Arbeitswelt. Schriftenreihe der IG Metall, Frankfurt am Main 1991.
- Der schlanke Staat - Zukunft des Sozialstaates - Sozialstaat der Zukunft. VSA Verlag, Hamburg 1995, ISBN 3-87975-665-1.
- Operation gelungen - Patient tot? Wie die soziale Krankenversicherung dem Überlebenskampf der Bonner Regierungskoalition zum Opfer fällt. In: Frankfurter Rundschau. 5. Februar 1997, S. 16.
- mit Angelika Beier und Friedrich Schorlemmer: Aufstehn für eine andere Politik. VSA Verlag, Hamburg 1998, ISBN 3-87975-731-3.
- mit Gisbert Schlemmer und Eckart Spoo (Hrsg.): Kapitalismus ohne Gewerkschaften? - Eine Jahrhundertbilanz. VSA Verlag, Hamburg 1999, ISBN 3-87975-723-2.
- mit Klaus Pickshaus und Hans-Jürgen Urban (Hrsg.): Arbeiten ohne Ende - Neue Arbeitsverhältnisse und gewerkschaftliche Arbeitspolitik. VSA Verlag, Hamburg 2001, ISBN 3-87975-833-6.
- mit Jürgen Peters (Hrsg.): Gute Arbeit - Menschengerechte Arbeitsgestaltung als gewerkschaftliche Zukunftsaufgabe. VSA Verlag, Hamburg 2003, ISBN 3-89965-025-5.
- mit Frank Deppe und Hans-Jürgen Urban (Hrsg.): Notstand der Demokratie - Auf dem Weg in einen autoritären Kapitalismus? VSA Verlag, Hamburg 2008, ISBN 978-3-89965-283-3.